# Kenneth French
Kenneth Ronald French, född 10 mars 1954 i Franklin i New Hampshire, är en amerikansk nationalekonom.
French är verksam som professor i finansiell ekonomi vid Dartmouth College, och har tidigare varit verksam vid MIT,  Yale University och University of Chicago.
Hans mest kända forskningsarbeten ligger inom värdering av tillgångar, där han tillsammans med Eugene Fama utarbetat Fama-Frenchs trefaktormodell, som ifrågasätter giltigheten av den brett använda Capital asset pricing model (CAPM).